# Strider (jeu vidéo, 2014)
Pour les articles homonymes, voir Strider (homonymie).
Strider est un jeu vidéo de type hack 'n' slash développé par Double Helix Games et édité par Capcom, sorti en 2014 sur Windows, PlayStation 3, PlayStation 4, Xbox 360 et Xbox One.

## Accueil
- Jeuxvideo.com : 14/20[1]